# Manipurdwergpatrijs
De manipurdwergpatrijs (Perdicula manipurensis) is een vogel uit de familie fazantachtigen (Phasianidae). De wetenschappelijke naam van de soort is voor het eerst geldig gepubliceerd in 1881 door Allan Octavian Hume.

## Herkenning
De vogel is 20 cm lang. Het is een merendeel donker gekleurde dwergpatrijs met een roodbruine borst en buik en verder donkergrijs en lichte vlekken op de kop rond het oog. Het mannetje is kastanjebruin op de keel en in het "gezicht".

## Voorkomen
De soort komt voor in het noordoosten van India en Bangladesh en telt 2 ondersoorten:
- P. m. inglisi: van noordelijk Bengalen tot noordelijk Assam (noordoostelijk India).
- P. m. manipurensis: van Bangladesh tot zuidelijk Assam  (noordoostelijk India).

Het leefgebied bestaat uit vochtige graslanden, vooral in gebieden met hoog gras en andere moerasvegetatie tot 3 meter hoog.

## Status
De grootte van de populatie werd in 2016 door BirdLife International geschat op 1500 tot 3700 individuen en de populatie-aantallen nemen af door habitatverlies. Het leefgebied wordt aangetast door ontwatering waarbij natuurlijk moeras en natte graslanden worden omgezet in gebied voor agrarisch gebruik zoals beweiding en menselijke bewoning. Om deze redenen staat deze soort als bedreigd op de Rode Lijst van de IUCN.